# نوآم جنکینز
نوام جنکینز (به انگلیسی: Noam Jenkins) بازیگر، صداپیشه و کارگردان کانادایی است. او بیشتر به خاطر صداپیشگی در بازی ویدیویی ۲۰۱۴ سگ‌های نگهبان و کارآگاه جری باربر در پلیسهای تازه‌کار، شناخته شده‌است.

## فیلم‌ها و سریال‌ها
- خانواده پلیس: شرکت کننده بدنسازی
- اقدامات شدید: مجرم
- ۵۴: رومئو
- سخن‌چینی: متصدی بار
- شکارچی حرفه‌ای: آدریان (۱ قسمت)
- به عجیبی مردم: گیوم (۲ قسمت)
- جان کیو
- در میان غریبه‌ها: رگلیو
- ترامپ غیرمجاز: رود رابسون
- اره ۲: مایکل مارکز
- اره ۴ :مایکل مارکز
- اره ۷: مایکل مارکز
- چارلی بارتلت: مدیر وست
- مرز جنون: جاش اسکات (۱ قسمت)
- امور پنهانی: وینسنت روسابی (۶ قسمت)
- جادوگر خوب: ویل فولر (۱ قسمت)
- پلیس‌های تازه‌کار: کارآگاه جری باربر (نقش اصلی)
- همه کلاه

## بازی‌های ویدیویی
| سال  | عنوان                 | نقش        | یادداشت          |
| ---- | --------------------- | ---------- | ---------------- |
| ۲۰۱۴ | سگ‌های نگهبان          | آیدین پیرس | صدا              |
| ۲۰۱۴ | Watch Dogs: Bad Blood | آیدین پیرس | DLC              |
| ۲۰۱۶ | سگ‌های نگهبان ۲        | آیدین پیرس | کامو بدون اعتبار |